# 波氏拟蝇虎
波氏拟蝇虎（学名：Plexippoides potanini）为跳蛛科拟蝇虎属的动物。在中国大陆，分布于四川、湖南等地。该物种的模式产地在四川。